# (5481) Kiuchi
(5481) Kiuchi es un asteroide perteneciente al cinturón de asteroides descubierto el 15 de febrero de 1990 por Kin Endate y el también astrónomo Kazuro Watanabe desde el Observatorio de Kitami, Hokkaidō, Japón.

## Designación y nombre
Designado provisionalmente como 1990 CH. Fue nombrado Kiuchi en honor a Tsuruhiko Kiuchi, astrónomo amateur japonés, quien avistó el cometa Perseid P/Swift-Tuttle con binoculares el 26 de septiembre de 1992 de acuerdo con una predicción de B. G. Marsden. También descubrió dos nuevos cometas en 1990. Trabaja en la fabricación de componentes de motores y forma parte del personal de una escuela comunitaria para amantes de las estrellas.

## Características orbitales
Kiuchi está situado a una distancia media del Sol de 2,339 ua, pudiendo alejarse hasta 2,486 ua y acercarse hasta 2,192 ua. Su excentricidad es 0,062 y la inclinación orbital 5,957 grados. Emplea 1306,96 días en completar una órbita alrededor del Sol.

## Características físicas
La magnitud absoluta de Kiuchi es 13,3.